# Entertainment Tonight
Entertainment Tonight (или просто ET; букв. «Развлечения сегодня вечером») — первая американская программа синдицированного вещания новостей, которая распространяется CBS Media Ventures по всей территории Соединённых Штатов Америки и принадлежит «Paramount Streaming».
Формат программы состоит из интересных историй об индустрии развлечений, эксклюзивных посещений съемочных площадок, первых показов фильмов и телевизионных проектов, а также интервью с актерами, музыкантами и другими деятелями индустрии развлечений и ньюсмейкерами.
В ноябре 2018 года канал CBS запустил бесплатный 24-часовой потоковый сервис, известный как ET Live, в нем представлены корреспонденты линейного шоу с расширенным освещением развлекательных новостей. Он доступен через веб-браузеры, приложения и совсем недавно — бесплатный потоковый сервис Pluto TV (который добавил ET Live в свою линейку каналов в ноябре 2019 года).
Перезапустить телепрограмму в качестве соведущей помогла Мисс мира 1973 года Марджори Уоллес, которая носила корону лишь 104 дня, а затем она была лишена титула из-за романа, который скрыла перед конкурсом; тем не менее зрители её запомнили и многие переживали, что девушка пострадала из-за любви.